# خانه دوشیزه پرگرین برای بچه‌های عجیب
خانه دوشیزه پرگرین برای بچه‌های عجیب (به انگلیسی: Miss Peregrine's Home for Peculiar Children) عنوان رمان نخست در سبک فانتزی تاریک به قلم نویسندهٔ آمریکایی رانسوم ریگز است. داستان این رمان به وسیلهٔ ترکیبی از روایت و عکاسی عامیانه از بایگانی‌های شخصی لیست شده توسط نویسنده بیان شده است. این کتاب بزرگسالان جوان در ابتدا قرار بود به صورت یک کتاب تصویری شامل عکس‌های جمع‌آوری شده توسط رانسوم ریگز باشد، اما با مشاوره یک ویراستار در انتشارات کوئرک بوکس، او از عکس‌ها تنها به عنوان یک راهنما برای ترکیب با روایت داستان استفاده کرد.
دنبالهٔ این رمان نیز با عنوان هالو سیتی که مستقیماً ادامه رمان نخست است در ۱۴ ژانویه ۲۰۱۴ منتشر شد.

## اقتباس سینمایی
نوشتار اصلی: خانه دوشیزه پرگرین برای بچه‌های عجیب (فیلم)
فیلم خانه دوشیزه پرگرین برای بچه‌های عجیب به کارگردانی تیم برتون و نویسندگی جین گولدمن و بازی اوا گرین در نقش دوشیزه پرگرین، دستمایه اقتباس سینمایی قرار گرفت و در ۳۰ سپتامبر ۲۰۱۶، در ایالات متحده اکران شد.